# Sankt Goarshausen
Sankt Goarshausen és un municipi d'Alemanya, situat al land de Renània-Palatinat i al districte de Rhein-Lahn. El Rin passa per aquesta ciutat i hi ha el meandre on s'apareixia la mítica Lorelei.

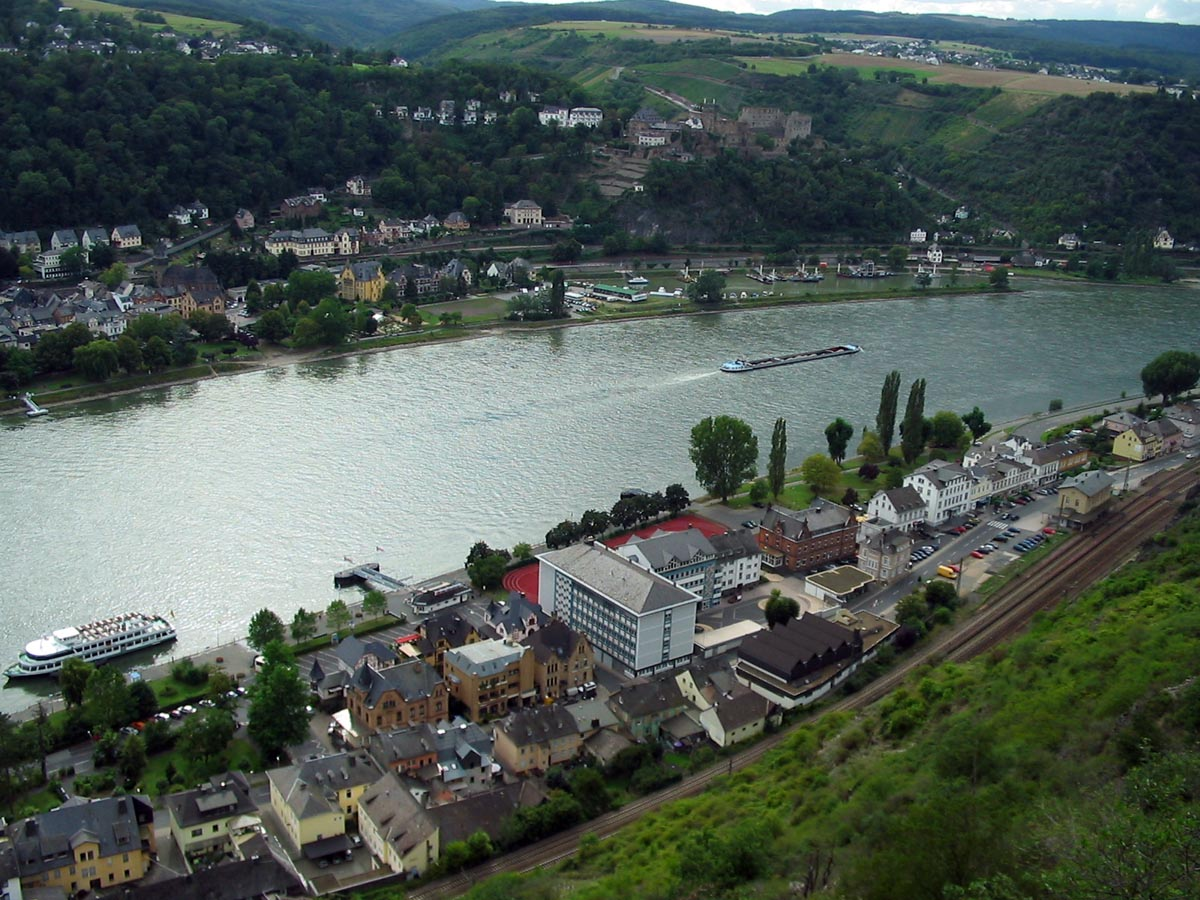
Vista de Sankt Goarshausen des del Patersberg